# Vilnius ärkestift
Vilnius ärkestift är ett av Litauens två romersk-katolska ärkestift.

## Historia
Vilnius ärkestift grundades 1387, efter att Polen och Litauen hade ingått realunion. Vilnius var därför suffragan under det polska ärkestiftet Gniezno. Detta ändrade sig först med Polens tredje delning 1795, då Litauen kom till Kejsardömet Ryssland. Vilnius stift upphävdes först, men återupprättades tre år senare som suffragan av Mogiljovs ärkestift.
1925 upphöjdes Vilnius stift till ärke- och metropolitanstift. Som suffraganstift tilldelades det Łomża stift (som också omfattade de delarna av det ursprungliga stiftet Vilnius som 1795 hade hamnat i Preussen) och det nyuprättade Pinsks stift. Året efter skildes dessutom Kaišiadorys och Panevėžys stift ut som nya suffraganer. Under sovjettiden var ärkebiskopssätet vakant från 1955 till 1989. 
Efter självständigheten av de tidigare sovjetrepublikerna tillpassades kyrkoprovinserna de nya statsgränserna: 1991 blev de polska delarna av Vilnius ärkestift till det nya Białystoks stift, och de polska delarna av Pinsk stift till Drohiczyns stift. Resten av Pinsks stift låg i Vitryssland och lades därför till i Minsk-Mahiljoŭs kyrkprovins. Året efter upphöjdes Białystok till ärkestift med Drohiczyn och Łomża som suffraganer. Därmed fick Vilnius kyrkoprovins dagens omfång.